# 쾌속열차

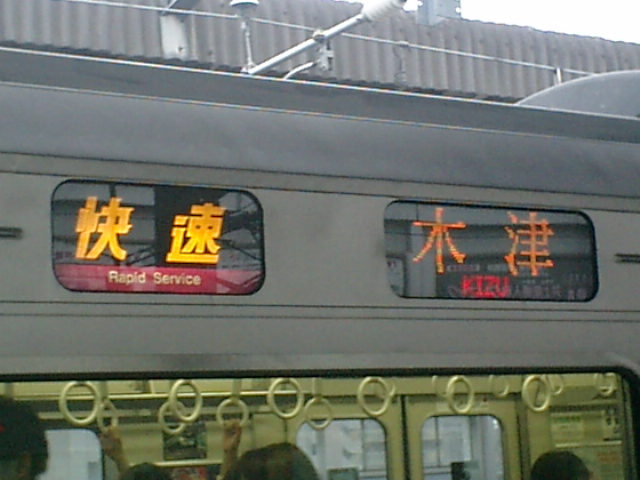
JR 서일본 207계 전동차의 쾌속 표시(JR 도자이선 직통 열차).

쾌속열차(일본어: 快速列車、かいそくれっしゃ, 영어:  rapid train[*])는 철도에서 일반적으로 급행 요금 등의 추가 요금은 필요하지 않지만, 도중 역의 일부 또는 전부를 통과하고 주요 역에만 정차하는 목적지로의 속달 서비스를 제공하는 열차이다. 또한, 일본국유철도(국철) · JR의 여객영업규칙의 용어에서 쾌속열차는 광의의 보통열차에 포함된다.

## JR
JR 그룹의 여객영업규칙에 따르면 보통열차의 일종에 해당하며, 급행 요금이 필요한 급행열차와 달리 요금 없이 운임만으로 승차할 수 있는 종별이다.
쾌속열차의 경우에도 모든 역에 정차하는 구간 내에서는 '보통'으로 안내되는 경우가 있다. 예를 들어 게이한신 지구의 도카이도 · 산요 본선(비와코 · JR 교토 · 고베선)이나 조반선 중거리 열차(보통열차)의 쾌속은 쾌속 운전 구간 내에서는 '쾌속'으로, 각역정차 구간 내에서는 '보통'으로 안내된다. 이러한 쾌속은 시판되는 시각표에서는 주로 '쾌속'으로 표기되지 않고 보통열차로 취급된다. 특이한 예로 쇼난 신주쿠 라인에서는 요코스카선( - 우쓰노미야선) 계통의 열차가 정차하는 니시오이역, 신카와사키역, 호도가야역, 히가시토쓰카역을 도카이도선( - 다카사키선) 계통의 열차는 통과한다는 이유로 후자 계통은 도카이도선의 보통 열차에 해당하는 정차역을 가졌음에도 '쾌속'으로 운행된다.
이러한 열차는 비교적 장거리를 운행하는 것이 많기 때문에 시종착역에 가까운 말단 구간에서는 각역정차가 되는 경우도 많다. 다만, 직통 열차나 속달 열차의 존재 자체가 유용한 경우도 있다. 예를 들어 효고현 아이오이시와 아코시는 '게이한신까지 신쾌속 1편'으로 갈 수 있는 것을 어필하여 관광이나 정주 촉진 활동을 하였지만, 2016년 3월 26일의 다이어그램 개정으로 낮 시간대의 신쾌속이 사라지고 구간 운전의 보통열차로 대체되었는데, 해당 연선에서 통과 운전은 하지 않기 때문에 감편이 된 것이 아님에도 연선 지자체로부터 우려될 정도의 사태가 되었다. 또한, 속달 열차가 주간에만 운행하더라도 그 열차가 존재함으로써 부동산 광고 등에 소요 시간을 게재할 수 있다는 장점도 있다(통근 시간대에 소요 시간이 늘어나거나 속달 열차 운행이 없는 경우에는 그 내용을 따로 표기할 필요가 있으나 작은 크기로 이루어진다).

### 차량
특급열차나 급행열차와 달리 사용하는 차종은 기본적으로 고정되어 있지 않지만, 통상적으로 보통열차용 차량(일반형 차량, 근교형 차량, 통근형 차량)이 사용된다. 그러나 운용 상의 병행으로 특급형 차량이 사용되는 경우도 있으며, 그 예로 과거에 JR 홋카이도의 '에어포트'에서 이루어졌던 운용을 들 수 있다. 1992년 7월부터 2016년 3월까지 '에어포트'의 일부 열차는 삿포로역 - 아사히카와역 간의 특급 열차(781계, 785계, 789계 1000번대)가 삿포로역에서 쾌속 '에어포트'로 종별 변경되어 직통 운전이 이루어졌다. JR 동일본에서는 '홀리데이 쾌속'으로 대표되는 수도권의 임시 쾌속열차의 일부에 특급형 차량(185계, E257계 등)을 사용하였다(현재는 대부분의 열차가 특급으로 격상되었다).
또한, 격하로서 특급형 차량을 그대로 사용하는 열차도 존재하였다. 예를 들어 JR 동일본에서는 특급 '호쿠에쓰' 폐지 후에 신설되어 2017년 3월 4일 다이어그램 개정까지 운행하였던 니가타역 - 이토이가와역 간의 쾌속열차에는 485계가 사용되었다. 2015년 3월 14일의 다이어그램 개정까지는 '아이즈'와 '구비키노'에도 485계가 사용되었으나 열차 폐지와 신형 차량으로의 전환에 따른 특급 격상 등에 따라 운용이 종료되었다. 과거에는 급행형 차량을 사용한 열차도 존재하였는데, '마아이 운용'(間合い運用)에 더해 격하의 예로는 게이한신 지구의 신쾌속이나 주쿄 지구의 쾌속에 153계 사용, 쾌속 '미에'에 키하 58계, 키하 65형 사용, '문라이트 에치고'에 165계가 사용되는 등의 사례가 있었다.
지방 도시 간 노선이나 관광 노선에서는 일부의 차량, 또는 전 차량을 지정석으로 하여 승차권 이외에도 지정석권을 필요로 하는 열차나 그린차를 연결하는 열차도 있다.

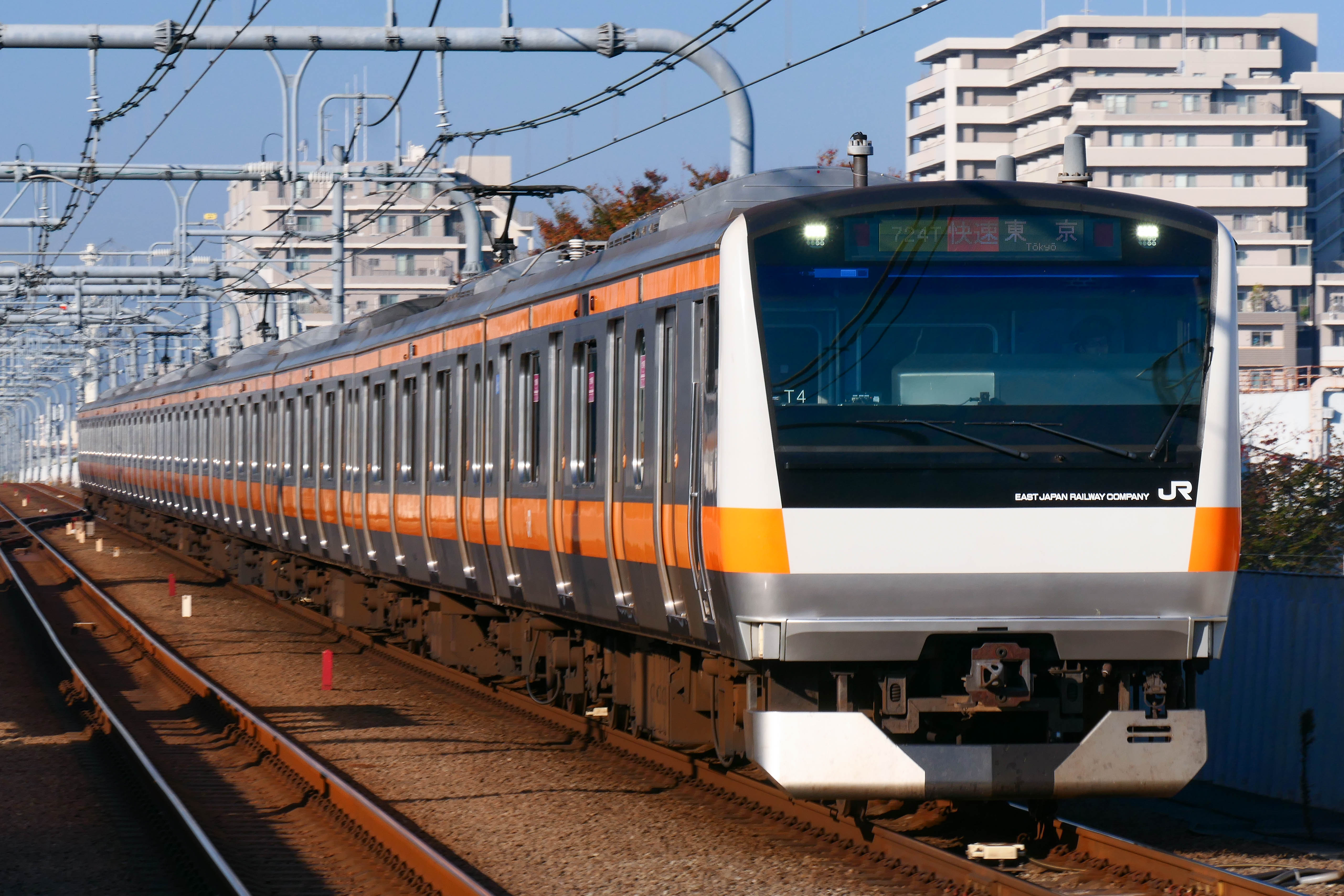
일반형 통근 타입(E233계)을 사용하는 주오선의 쾌속열차
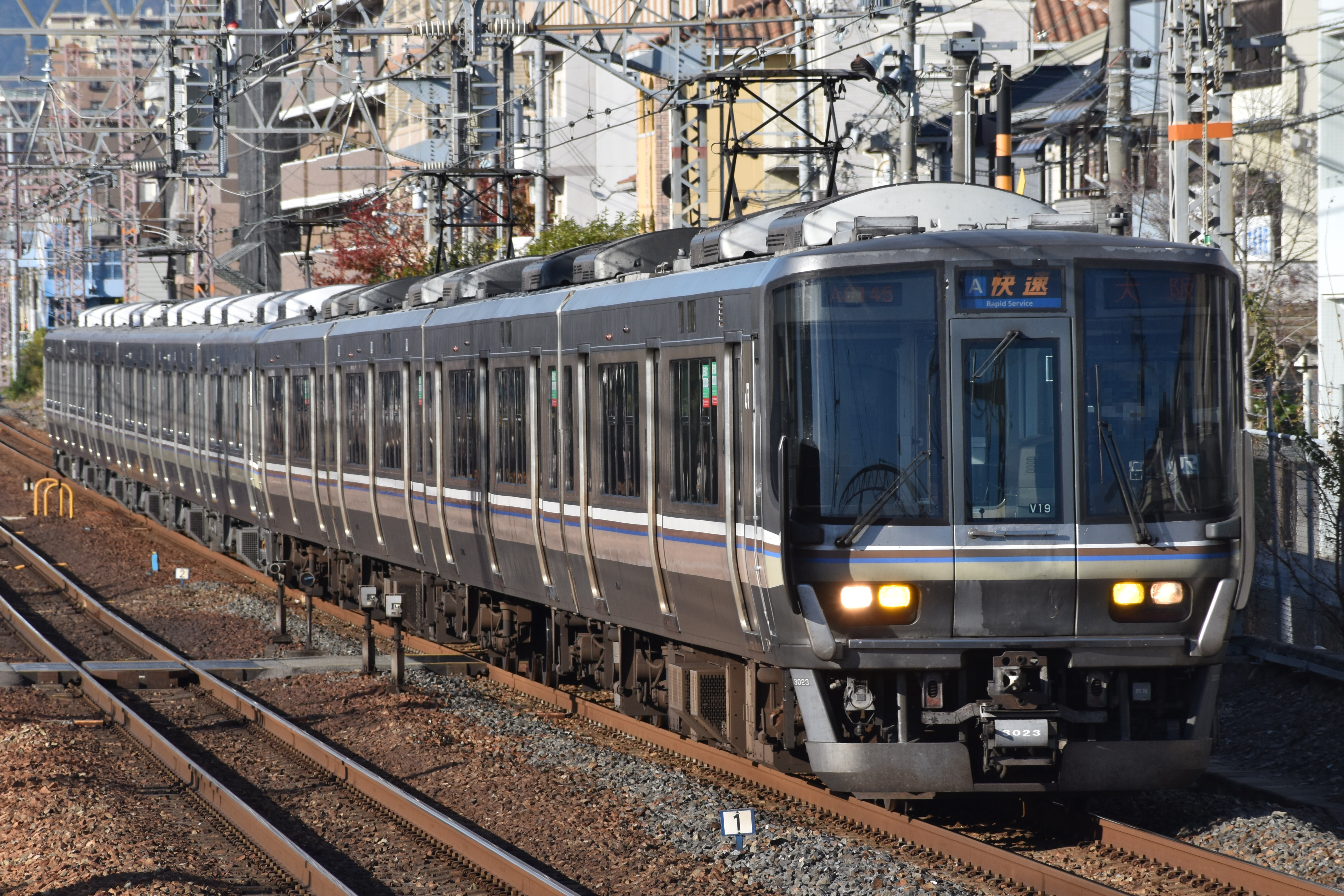
근교형(223계)을 사용하는 JR 고베선의 쾌속열차
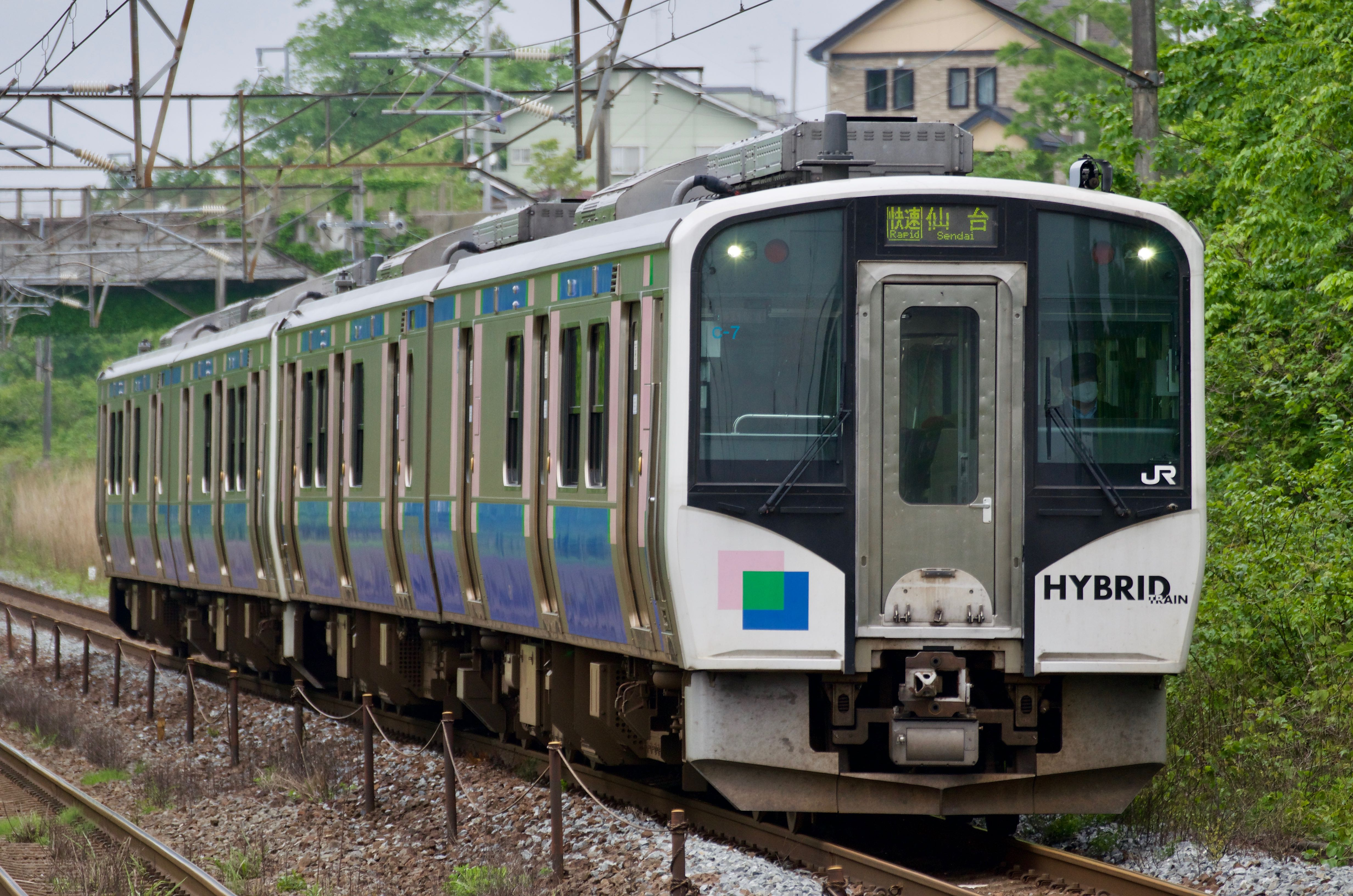
일반형(HB-E210계)을 사용하는 센세키 도호쿠 라인의 쾌속열차

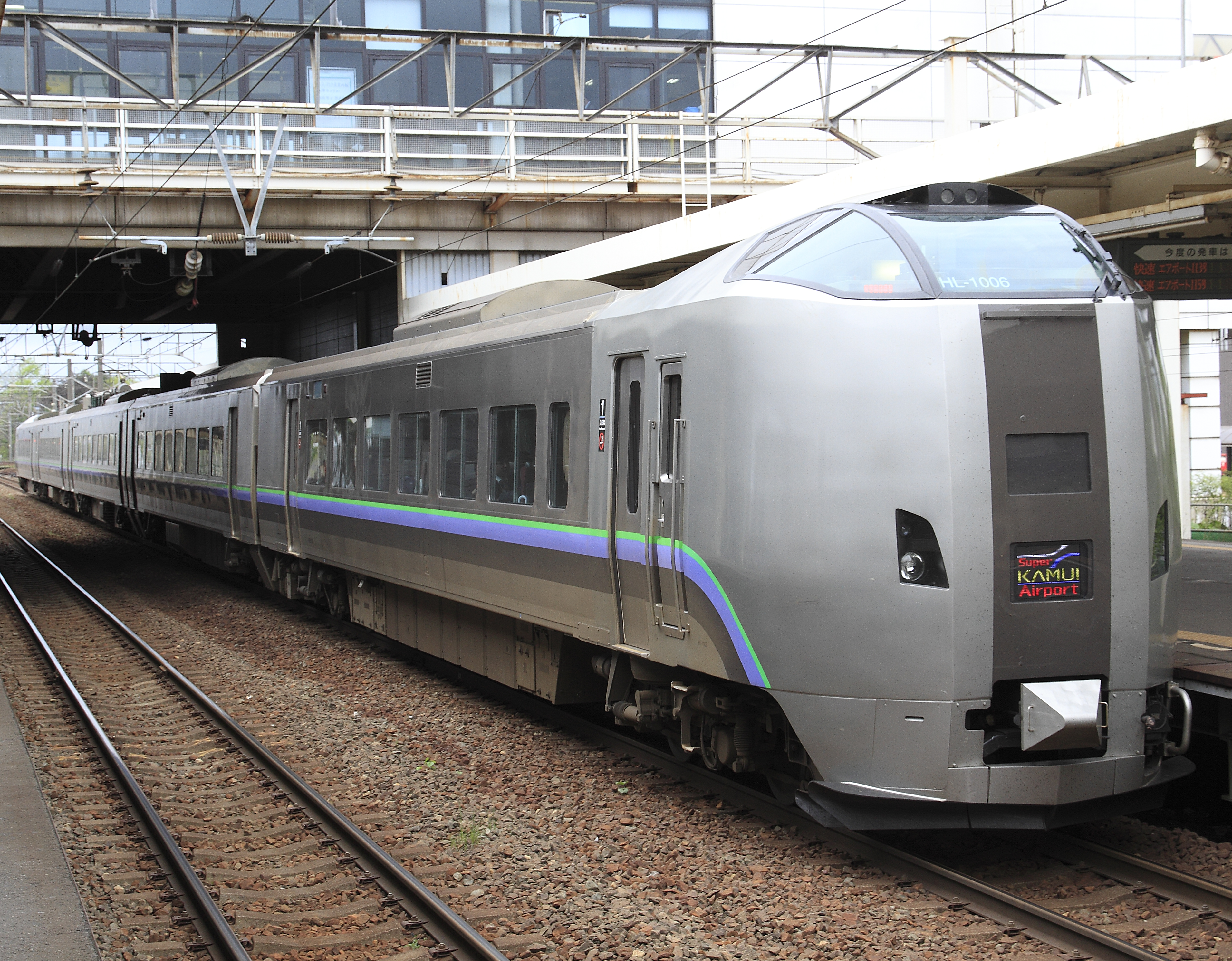
특급형(789계 1000번대)를 사용했던 당시의 쾌속 '에어포트'
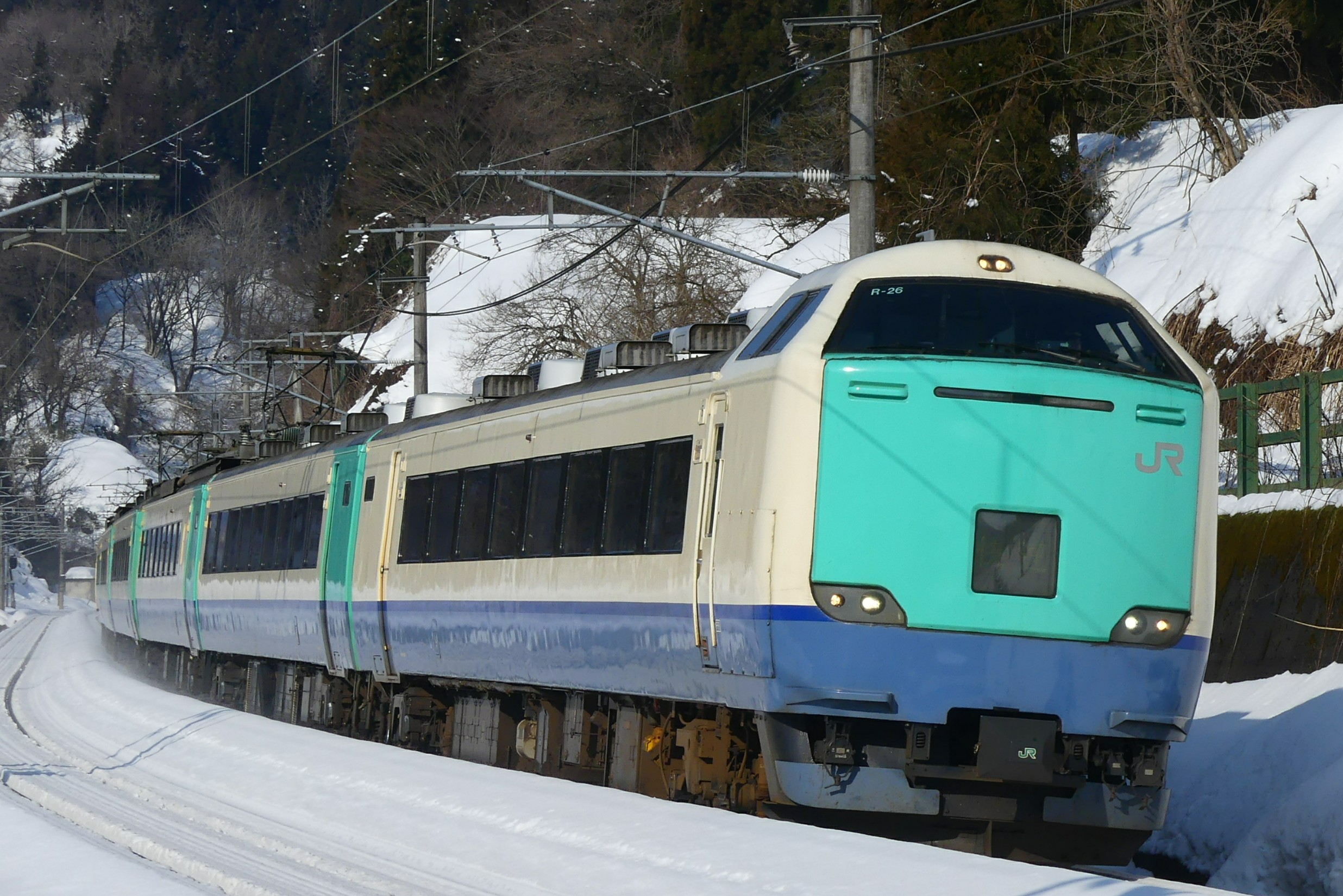
니가타역 - 이토이가와역 간을 운행한 485계 쾌속열차
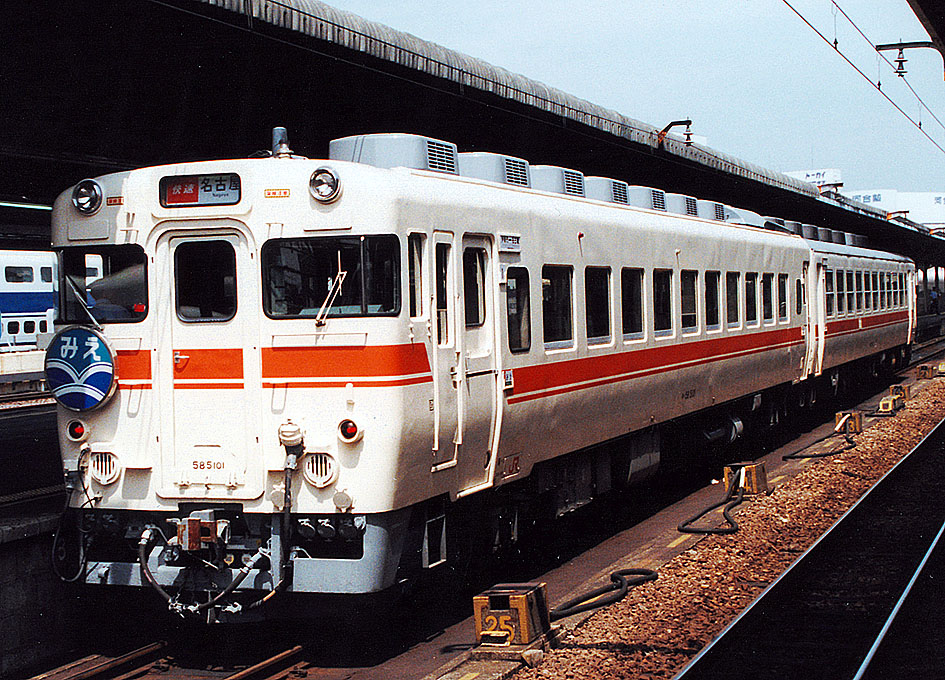
급행형을 사용하였던 쾌속 '미에'
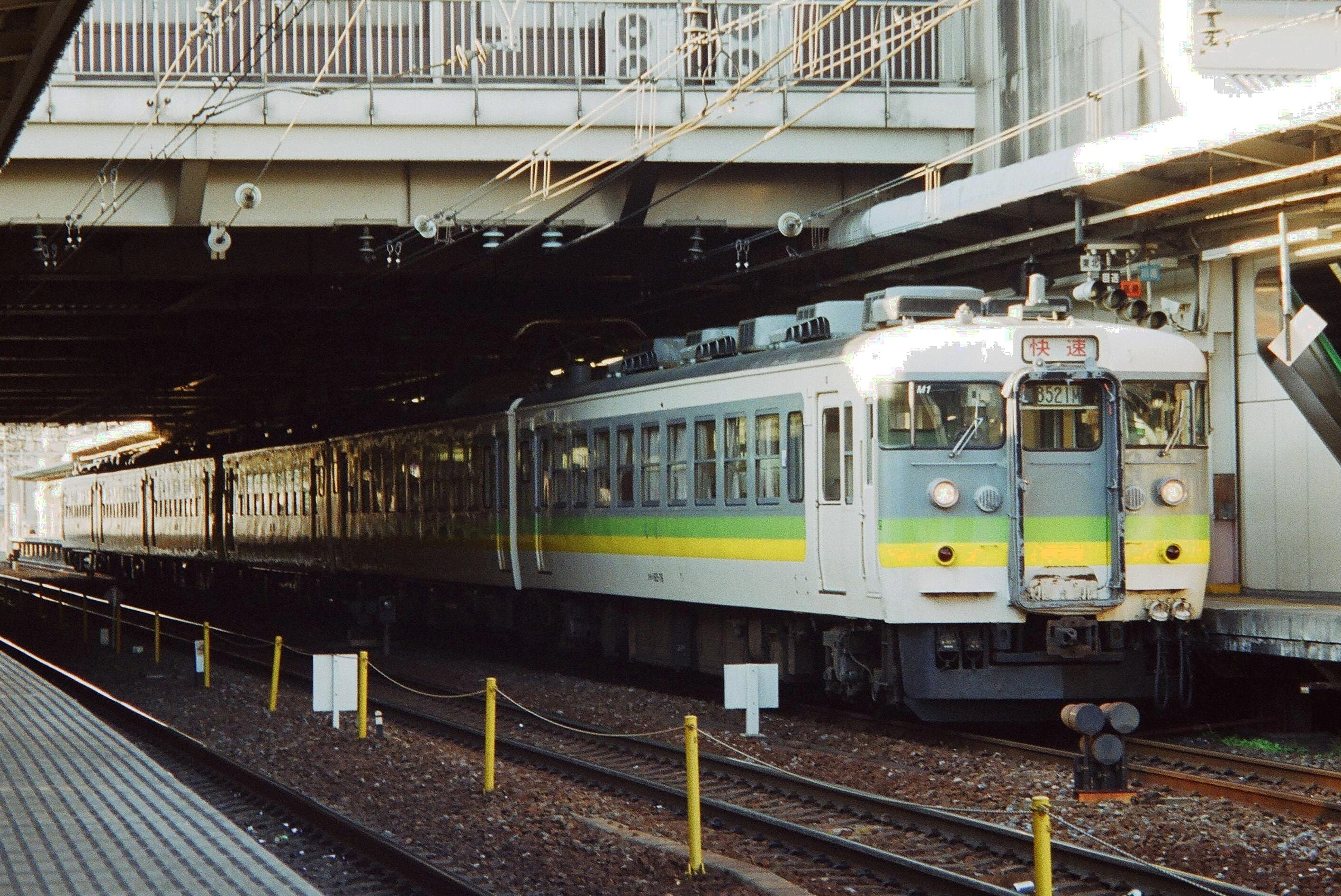
'문라이트 에치고'에도 사용되었던 165계

### 애칭

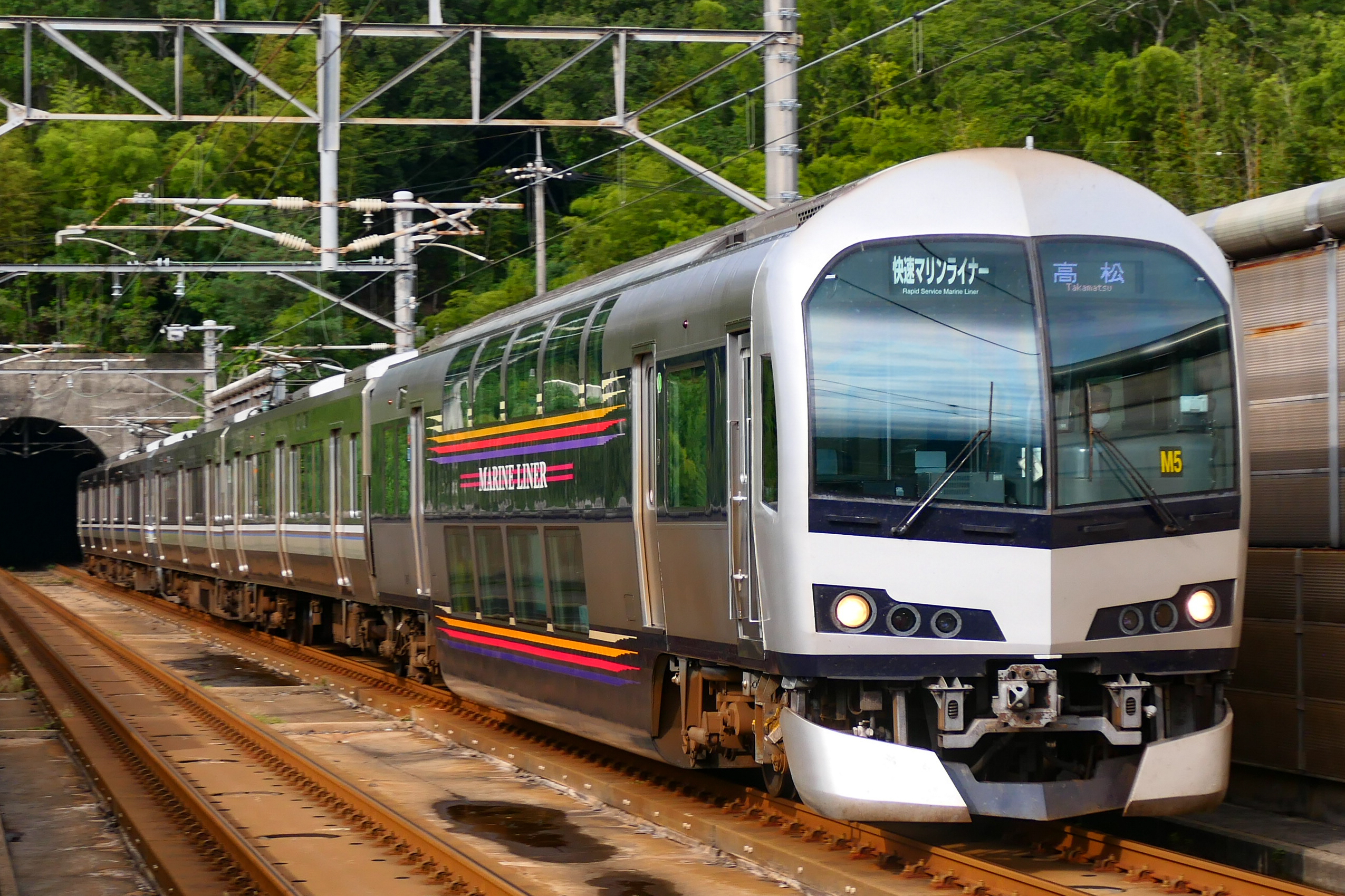
열차 애칭이 있는 쾌속열차의 예: 마린 라이너.

JR 홋카이도의 쾌속열차는 대부분 열차 애칭이 부여되어 있으나 이외 지역에서는 열차 애칭이 없는 경우가 더 많다. 그러나 '돗토리 라이너'(산인 본선), '액티(도카이도 본선), '시사이드 라이너'(오무라선), 야간열차인 '문라이트 ○○' 등과 같이 애칭이 있는 쾌속이 운행되거나 되었던 경우도 존재한다.
'에어포트', '마린 라이너', '하마유리', '미에', '홈 라이너' 등 지정석을 설정하고 있는 열차는 지정석 발권 시스템에서 열차 번호가 아닌 열차 애칭을 이용하여 열차를 특정한다. 이러한 이유로 같은 이름의 열차가 2편 이상 운행되는 경우 호수(예: '마린 라이너 XX호')를 부여한다.
전 차량 자유석의 쾌속열차에도 애칭이 부여된 경우는 아래와 같다.
홋카이도 여객철도 (JR 홋카이도)
특별쾌속 '다이세쓰'(아사히카와역 - 아바시리역), 쾌속 '기타미'(아사히카와역 - 아바시리역), '나요로' (아사히카와역 - 나요로역), '하나사키', '노삿푸'(구시로역 - 네무로역) 등 대부분의 쾌속에 애칭이 부여되어 있다(신토쿠발 오비히로행 쾌속열차 등 애칭이 없는 것도 일부 존재한다). 이외에 과거에도 '아이리스'(하코다테역 - 오샤만베역), '아바시리'(엔가루역 - 아바시리역), '루모이'(하행 아사히카와역 → 마시케역, 상행 루모이역 → 후카가와역) 등 다수의 애칭 있는 쾌속열차가 존재하였다.
동일본여객철도 (JR 동일본)
JR이 발족한 지 얼마 되지 않았을 무렵에 신설된 쾌속열차에는 열차 애칭을 부여하였으나 2000년대 이후 열차 애칭의 정리를 실시하여 '우미카제', '센잔', '반다이', '마린 드림', '센다이 시티 래빗' 등의 애칭이 폐지 · 삭감되었다. 도호쿠 지방(특히 센다이 · 아키타 지사 관내)의 쾌속열차에 이러한 경향이 강하지만, 모든 애칭이 폐지된 것은 아니기에 '리아스' 등 애칭이 부여된 쾌속열차도 존재한다. 수도권에서는 우에노 도쿄 라인 경유의 쾌속열차는 쾌속 운전 구간 내에서 '액티', '어반', '래빗' 등의 애칭이 부여되어 있지만 통근쾌속이나 쇼난 신주쿠 라인 경유의 쾌속 · 특별쾌속에는 애칭이 부여되어 있지 않는 등 열차 애칭이 있는 열차와 없는 열차가 혼재하여 있다. 단, 쾌속 '액티'는 2023년 3월 18일의 다이어그램 개정으로 폐지되었다. 요코스카선·소부 쾌속선의 경우 나리타 공항역 발착의 쾌속열차에 '에어포트 나리타'(エアポート成田)'라는 애칭이 부여되어 있었으나 2002년 12월의 다이어그램 개정으로 나리타 공항역발의 열차 애칭은 폐지되고 나리타 공항행의 열차에만 '에어포트 나리타' 애칭이 남아있게 되었다. 같은 구간을 주행하는 열차임에도 상하행 열차에서 애칭의 유무가 다른 상태였는데, 2018년 3월의 다이어그램 개정에서 나리타 공항행의 열차도 애칭이 폐지되어 상하행 모두 애칭 없는 쾌속이 되어 다른 요코스카·소부 쾌속선 열차와 동일한 취급이 되었다(정차역에는 변경 없음).
2013년 3월 16일의 다이어그램 개정 전까지는 게이요선의 쾌속은 방면에 따라 정차역이 달랐기 때문에 소가 방면의 쾌속열차를 '게이요 쾌속', 무사시노선 직통의 쾌속열차를 '무사시노 쾌속'으로 안내하였다. 그러나 게이요선, 무사시노선 계통 모두 정식 종별은 '쾌속'이었기 때문에 '게이요 쾌속'과 '무사시노 쾌속'은 애칭으로서의 지위만 가졌다.
도카이 여객철도 (JR 도카이)
자유석만으로 조성된 쾌속열차에는 기본적으로 열차 애칭이 부여되지 않으나 예외적으로 이다선과 JR 동일본 주오 본선, 시노노이선을 직통하는 쾌속열차(이다발 나가노행과 마쓰모토발 이다행을 1일 1편씩 운행)에는 '미스즈'(みすず)라는 애칭이 부여되어 있다. 이다선 내에서는 쾌속 운전을 하지만, 이다발 나가노행 열차는 오카야역에서 종별을 변경하여 주오 본선, 시노노이선 내에서는 보통 '미스즈'로서 운행한다.
서일본 여객철도 (JR 서일본)
주고쿠 지방의 쾌속열차는 '◯◯ 라이너'(◯◯ライナー)라는 애칭이 부여된다('통근 라이너'(通勤ライナー), '시티 라이너'(シティライナー), '돗토리 라이너'(とっとりライナー) 등). 이중 '선라이너'(サンライナー), '아쿠아 라이너'(アクアライナー)는 2022년 봄의 다이어그램 개정으로 폐지되었다.
쓰야마선에서 운행되고 있는 쾌속열차 '고토부키'(ことぶき)는 운행 개시 당초에는 지정석이 설정되어 있었기 때문에 열차 애칭이 부여된 것이다.
시코쿠 여객철도 (JR 시코쿠)
세토오하시선 개통 때부터 다카마쓰역 - 오카야마역 간에는 '마린 라이너'가 운행되었는데, 당시에는 일부는 전 차량 자유석이었다. 2002년 이후에는 요산선의 다카마쓰역 - 사카이데역 간에서 쾌속 운전을 하고 사카이데역부터 모든 역에 정차하는 열차에는 '선 포트'라는 애칭이 부여되었다. 또한, '선 포트' 중 특급 '난푸'와 연계되는 편에는 '선 포트 난푸 릴레이호'(サンポート南風リレー号)라는 애칭이 부여되어 있다.
과거에는 도쿠시마 지구의 '나루토킨토키 라이너'(鳴門きんときライナー) 등이 있었다.
큐슈여객철도 (JR큐슈)
가고시마 본선 아라오역 이북에서 운행되고 있는 쾌속열차(구간쾌속 포함)와 후쿠호쿠유타카선(지쿠호 본선, 사사구리선)의 쾌속열차와 같이 열차 애칭이 없는 경우도 있고, 지방에서 운행되고 있는 쾌속열차에는 '나노하나'(なのはな, 이부스키마쿠라자키선)와 '시사이드 라이너'(シーサイドライナー, 오무라선 등), '니치난 마린호'(日南マリーン号, 니치난선)와 같이 애칭이 부여되어 있다. 과거에는 가고시마 본선 도스역 이남에서 쾌속 운전을 실시한 '구마모토 라이너'(くまもとライナー) 등이 있었다. 이외에도 히사쓰 오렌지 철도선에서 직통운전을 하고 있는 쾌속열차에 '슈퍼 오렌지'(スーパーおれんじ), '오션 라이너 사쓰마'(オーシャンライナーさつま)라는 애칭이 부여되어 있다.

### 쾌속전차
전차 특정 구간을 중심으로 통과역이 있는 전동차로 운행되는 열차를 쾌속전차(일본어: 快速電車)라고 부른다. 이것은 주로 각역정차보다 속달이라는 의미를 가지지만, 중거리 열차(보통열차)와 병주하는 경우 모순이 생길 수 있다.
조반선이나 JR 교토선 · 고베선의 "보통열차"가 전차 특정 구간 내에서 "쾌속"으로 안내되는 것은 별도로 운행되는 "각역정차"와 구별하기 위함이거나 이미 있는 권외까지 운행되는 중거리 열차인 '보통열차'와의 정차역 통일에 의한 것이다.
조반선에서는 통근 5방면 작전에 의한 증강 계획에서 복복선 계획에서 제외된 미카와시마역, 미나미센주역이나 복복선 계획이 대폭 늦어진 덴노다이역에는 쾌속전차가 정차하였으나 보통열차는 통과하였다(과거에는 그것 이외에도 통과역이 있었다). 2004년 3월 13일의 다이어그램 개정에서 정차역이 통일되었고, 같은 해 10월 16일의 개정에서 여객 안내도 '쾌속'으로 통일되었다.
원래는 주오선에서 속달 종별로 '급행전차'가 운행되었으나 유료인 급행열차와 혼동되기 때문에 쾌속전차로 개칭된 경위가 있다. 주오선에서도 보통열차가 쾌속전차보다 정차역이 적었던 사례가 있었다(그러나 뷰 야마나시(ビューやまなし) 등의 일부 쾌속열차는 주오 쾌속선 내에서는 '보통'의 정차역을 따르고 있다).

### 내용주
1. ↑  그러나 철도 사업자에 따라서는 '특급', '급행' 등의 종별도 속도에 대한 요금을 받지 않는 경우가 있으며, 그것들과 '쾌속'의 종별이 모두 존재하는 경우는 정차 패턴에 구별을 둔다.
2. ↑  단, JTB 퍼블릭 발행의 시각표에서는 도카이도 본선, 산요 본선의 해당 구간에 '교토 - 니시아카시 간은 쾌속 정차역만 게재 (열차 종별의 표기가 없는 것은 이 구간 쾌속으로 운전)'라는 기재가 되어 있으며, 고쓰 신문사 발행의 'JR 시각표'에서는 란외에 '교토 - 니시아카시 간은 쾌속 정차역만을 게재하고 있습니다'라고 표기되어 있다. 또한, JR 교토선 · 고베선의 전 열차를 게재하고 있는 휴대전국시각표(携帯全国時刻表) 등에서는 '쾌속'으로 게재하고 있다.
3. ↑  우등열차(특히 특급열차)는 그 특성상 속달성과 쾌적성이 추구되기 때문에 기본적으로 전용 차량이 사용된다.[6]
4. ↑  785계, 789계에 의한 '에어포트'의 운용은 2016년 3월 26일의 다이어그램 개정으로 폐지되었다. 그 이후 아사히카와 방면으로는 삿포로역에서 환승할 필요가 생겼다.
5. ↑  다음 운용에 들어갈 때까지의 간격(다음 열차까지의 시간)을 이용하여 다른 열차의 운용에 그 차량을 할당하는 운용.
6. ↑  2016년 3월 26일부터 운행되고 있는 '하코다테 라이너'는 쾌속열차로도 운행되지만 절반 이상은 보통열차이다.
7. ↑  JR 다이어그램 개정 역사(일본어판) 참고.
8. ↑  지쿠호 본선, 사사구리선에서는 키하 200계로 운행하던 시절에는 '빨간 쾌속'(赤い快速 아카이카이소쿠[*])이라는 열차 애칭이 부여되어 있었다.
9. ↑  예를 들어, 과거에 조반선이나 주오 본선 중 도쿄의 쾌속 전차 운행 구간(조반 쾌속선, 주오선 쾌속 운행 구간)에서는 일본국유철도(국철) 시절의 잔재로 근교형 차량(중거리)을 사용한 '보통'과 통근형 차량(단거리)을 사용한 '각역정차'가 따로 설정되어 있었고, '보통'은 '각역정차'보다 정차역이 적었다.[9] 그러나 이러한 안내는 여객 혼란을 초래하기 때문에 '보통'을 쾌속 운행 구간 내에서는 '각역정차'보다 속달이라는 의미를 전달하기 위하여 '쾌속'으로 안내하였다. 이와 같이 여객 안내에서 임의로 '쾌속'으로 안내되었으나 실제로는 쾌속열차가 아닌 보통열차인 경우 쾌속전차의 사례가 된다. 그런데 다소 다른 사례로 통근형 차량(단거리) 노선 내에서 '각역정차'보다 속달 등급으로서 '쾌속'전차가 설정되는 경우, 병주하는 근교형 차량(중거리) 노선의 '보통'보다 정차역이 많게 되는 모순이 발생할 수 있다.